# MBSドラマの光
MBSドラマの光（エムビーエスドラマのひかり）は、MBSテレビで2009年7月6日から2014年3月28日まで存在していた平日午後の1時間枠（13:55 - 14:55）を、2009年9月28日からテレビドラマの再放送に充てた際に使われた冠タイトルである。
当ページでは、「MBSドラマの光」として放送しなかった場合の当該枠の状況についても述べる。

## 概要
長年14時台は、自社制作やTBS制作の情報・ワイドショー番組を放送しており、2006年4月改編では、後枠の『ちちんぷいぷい』を4時間（正式には3時間50分）に拡大して放送した。
2008年10月改編により『ちちんぷいぷい』の放送時間縮小により、TBS制作の『2時っチャオ!』の第1部をネットした。
2009年4月改編で、TBS制作の『ひるおび!』（金曜日14時台は、自社制作の『ひるおび!・バンバンバン』）を放送してきたが、同年7月20日の改編を前に、7月2日放送分を以って月 - 木の『ひるおび!』14時台のネットを取り止めたことで、同年7月6日から、月曜から木曜の空いた14時台に当枠が設けられた。
これにより、14時台の再放送枠は、『スーパーワイド』の打ち切りから『はーい!昼ナマ』開始までの期間以来、13年ぶりになる。
2010年10月改編で、中部日本放送制作の『えなりかずき!そらナビ』の終了に伴い、同年10月1日からは、金曜日にも放送曜日を拡大した。
しかし、2014年の4月改編で、『ちちんぷいぷい』の放送枠を13:55 - 17:50の3時間55分に拡大（再度4時間化）。その関係で、同年1月14日（火曜日）からは、『ちちんぷいぷい　昔の人は偉かった　奮闘篇』（2010年10月から毎週木曜日の『ちちんぷいぷい』17時台で放送中のロケコーナー「昔の人は偉かった」の再編集版）を当枠で連日放送していた。
2014年3月28日（金曜日）で『ちちんぷいぷい　昔の人は偉かった　奮闘篇』の放送を終えるとともに、平日13:55 - 14:55の1時間枠を廃止。同年4月7日（月曜日）からは、当該枠を『ちちんぷいぷい』に吸収する一方で、平日のドラマの再放送枠を『MBSドラマの森』（木・金曜日9:55 - 10:50）に事実上集約させている。

## 放送時間
※ここでの時刻表記は、すべて日本時間とする。
- 2009年7月6日 - 2009年7月16日： 月曜 - 木曜 13:55 - 14:55（第1期）
- 2009年7月21日 - 2009年9月24日： 月曜 - 木曜 13:53 - 14:55
- 2009年9月28日 - 2010年9月30日： 月曜 - 木曜 13:55 - 14:55（第2期）
- 2010年10月1日 - 2014年3月28日： 平日 13:55 - 14:55

## 主な内容
- 『MBSドラマの森』と同じく、TBS系列で過去に放送されたドラマの再放送や、韓国ドラマの放送を実施したこともあった。
- 2009年8月24日から8月27日には、ドラマではなく月曜 - 木曜の24時台で放送されている深夜バラエティ番組[4]を、深夜バラエティの放送曜日に合わせて再放送した。
- 2009年8月31日から9月2日には『水野真紀の魔法のレストラン』を、同年9月3日には『痛快!明石家電視台』を再放送。これ以外の時期にも、自社制作の深夜番組・バラエティ番組の再放送や、TBSテレビ制作・全国ネット連続ドラマのPR番組の放送に充てることがあった。

## 備考
- 一部の祝日・報道特別番組などの特別編成時には、休止になることがあった[5]。